# Sistema dell'integrazione centroamericana

Mappa dei Paesi membri.

Il Sistema dell'integrazione centroamericana (in spagnolo Sistema de la Integración Centroamericana, SICA) è l'organizzazione economica, culturale e politica di Stati dell'America centrale istituita il 1º febbraio 1993.
Tutti questi stati a loro volta sono sotto un'unione doganale e affianca la Comunità Andina, la Comunità Caraibica e il Mercosur.
Il 13 dicembre 1991 tutti i Paesi del ODECA (in spagnolo Organización de Estados Centroamericanos, ODECA) firmarono il protocollo di Tegucigalpa, che estese la cooperazione già avviata con scopi la pace nella regione, la libertà politica, la democrazia e lo sviluppo economico.
La sede del Segretariato generale del SICA è nella Repubblica di El Salvador.
Nel 1991, gli stati membri del SICA erano: Costa Rica, El Salvador, Guatemala, Honduras, Nicaragua e Panama. Il Belize divenne membro a pieno titolo nel 2000, mentre la Repubblica Dominicana divenne uno Stato associato nel 2004 e un membro a pieno titolo nel 2013.
Il 19 ottobre 1995 le è stato riconosciuto lo status di osservatore dell'Assemblea generale delle Nazioni Unite.